# モンテロッソ・アルモ
モンテロッソ・アルモ（イタリア語: Monterosso Almo, シチリア語: Muntirrussu）は、イタリア共和国シチリア州ラグーザ県にある、人口約2,900人の基礎自治体（コムーネ）。

## 地理

### 位置・広がり

#### 隣接コムーネ
隣接するコムーネは以下の通り。括弧内のCTはカターニア県所属を示す。
- キアラモンテ・グルフィ
- ジャッラターナ
- リコディーア・エウベーア (CT)
- ラグーザ

## 文化・観光
「イタリアの最も美しい村」クラブ加盟コムーネである。